# Paadrema
Paadrema es una localidad ubicada en el municipio de Lääneranna, en el condado de Pärnu, Estonia. Tiene una población estimada, en 2021, de 22 habitantes.
Está ubicada al noroeste del condado, cerca de la costa del golfo de Riga y de la frontera con los condados de Rapla y Lääne.